# Глен Фреј
Глен Луис Фреј (енгл. Glenn Lewis Frey) био је амерички певач, текстописац, глумац и оснивач групе Иглс (енгл. Eagles). Фреј био фронтмен ове групе и један од водећих вокала поред Дона Хенлија (енгл. Don Henley), са којим је написао и већину песама. Поред тога што је певао, Фреј је свирао гитару и клавијатуре. Најпознатије песме које је изводио су: ”Take It Easy", ”Peaceful Easy Feeling”, ”Tequila Sunrise", ”Already Gone", ”James Dean", ”Lyin’ Eyes", ”New Kid in Town" и ”Heartache Tonight". Након распада групе Иглс, Фреј започиње соло каријеру. Објавио је свој деби албум, ”No Fun Aloud", 1982. године. Неке од његових најпознатијих соло песама које су се нашле на Top 40 hits листи су: ”The One You Love", ”Smuggler’s Blues", ”Sexy Girl", ”The Heat Is On", ”You Belong to the City", ”True Love", ”Soul Searchin" и ”Livin’ Right". Као члан групе Иглс, освојио је шест Греми награда и пет награда American Music Awards. Група Иглс је уведена у Рокенрол дворану славних (Rock and Roll Hall of Fame) прве године када је номинована тј. 1998. године. Узимајући у обзир песме током његове каријере у бенду, а касније и соло каријере, Фреј је имао 24 песме које су се нашле на Billboard Hot 100.

## Рани живот

### Детињство
Глен је рођен у Детроиту, у држави Мичиген. Одрастајући у Ројал Оуку у Мичигену, почео је да свира клавир са пет година, касније учи гитару, а средином 60-их година постаје део музичке сцене у свом родном граду. Један од његових првих бендова био је The Subterraneans, који је добио назив по новели Џека Керуека, а поред Фреја, чланови су били и његови другови из средње школе, Даг Едвардс који је свирао бубњеве и касније био замењен Ленијем Минцом, Даг Гунш и Бил Барнс који су били гитаристи, као и Џеф Хоџ за бас гитаром.

### Почетак каријере
Одмах након матуре 1966. године одлази на колеџ, Oakland Community College, а убрзо добија и позив да се прикључи локалном бенду The Four of Us, чији је вођа био Гари Буровс који је приметио Глена током свирке његовог бенда. Године 1967. формирао је бенд The Mushrooms заједно са Гаријевим братом Џефом, Билом Барнсом, Дагом Ганчом и Ларијем Минцом. Те године упознао је и Боба Зигера, који му је касније помогао да потпише уговор са његовом издавачком кућом Хајдаут Рекордс. Зигер је био продуцент и текстописац њиховог првог сингла „Such a Lovely Child”. Фреј касније добија понуду од Зигера да се придружи његовом бенду, али га у томе спречава мајка због лошег утицаја Зигера и конзумирања марихуане. Крајем те године Фреј поново оснива бенд Heavy Metal Kids, а чланови су били Џеф Буровс (клавир), Џеф Алборел (бас гитара), Пол Келкурс (гитара) и Ленс Дикерсон (бубњеви). Када је имао 19 година, 1968, свирао је акустичну гитару и певао пратеће вокале на Зигеровом синглу ”Ramblin’ Gamblin’ Man", а касније и у песмама ''Fire Lake" и ''Against the Wind". Зигер је доста утицао на њега, охрабрио га је и помогао му да се фокусира на писање песама.

## Каријера у групи Иглс
Године 1970. Фреј упознаје Дона Хенлија. У то време проводили су доста врeмена у ноћном клубу Трубадур у Лос Анђелесу и имали су потписан уговор са продуцентском кућом Ејмос Рекордс. Линди Ронштат требала је предгрупа за турнеју, па је њен менаџер позвао Фреја јер им је би потребан неко ко зна да пева и свира ритам гитару. Глен позива Дона да му се придружи, а били су ангажовани и Ренди Мајзнер и Берни Лидон. Ова четворка заједно је наступала само једном током турнеје на свирци у Дизниленду, будући да се састав предгрупе мењао. Касније Фреј и Хенли долазе на идеју да током турнеје оснују нови бенд. Тада су им се придружили Лидон са гитаром и Мајзнер са бас гитаром. Тада настаје група Иглс где Фреј свира гитару и клавијатуре, а Хенли бубњеве. Овај бенд постаје једна од најпопуларнијих група свих времена. Фреј и Хенли написали су заједно већину песама (Already Gone”, ''How Long", ''Heartache Tonight"…) Група се распала 1980. године, али поново се окупљају после скоро 15 година, 1994, када избацују свој нови албум Hell Freezes Over. Овај албум садржао је уживо наступе и четири нове песме. Назив је настао због једне Гленове и Хенлијеве шале. Када су 2012. године гостовали у емисији Tavis Smiley Show, водитељ Смајли је питао Фреја: ”Када ће се ваша група поново окупити?", на шта је он одговорио када се пакао заледи односно ”When Hell freezes over". Велики број људи био је у заблуди да су чланови групе били у лошим односима и да је то разлог њиховог распада, међутим Фреј је једне прилике рекао да то није тачно и да су се они заправо забављали током заједничке каријере и више него што људи могу замислити. Такође је у шали рекао да се они никад нису распали, већ да су узели одмор од 14 година. Године 2007, избацили су још један албум ”Long Road out of Eden", а након тога су отишли на истоимену светску турнеју која је трајала од 2008. до 2011. године . Године 2013. снимљен је документарац о њима Историја Иглса (”The History of Eagles") који исте године осваја Еми награду за изванредно миксовање звука за нефикционално програмирање (Outstanding Sound Mixing For Nonfiction Programming). Турнеја History of the Eagles world tour завршена је 29. јула 2015. године концертом у Луизијани, када је Фреј последњи пут наступио као члан ове рок групе.

## Соло каријера
Након што се група Иглс распала, Фрејева соло каријера доживела је успон осамдесетих година. Године 1984. снимио је дует са Харолдом Фалтмејером, ”The Heat Is On". Ова песма коришћена је у филму Едија Марфија Полицајац са Беверли Хилса. Током соло каријере, дванаест његових песама нашле су се на листи U.S. Top 100. Једанаест песама написао је Џек Темпкин који је такође написао и ”Peaceful Easy Feeling". Фреј је био први избор за извођача песме за други део филма Полицајац са Беверли Хилса, „Shakedown”. У почетку му се није допао текст песме, а касније је оболео од ларингитиса, након чега је песма Бобу Зигеру. Фреј је такође извео песму ”Flip City" за филм Ghostbusters II, а касније и ”Part of Me, Part of You" за филм Телма и Луиз. Године 2005. појавио се на албуму B.B. King & Friends:80 у песми ”Drivin’ Wheel". Године 2009. Глен Фреј је изгласан за чланство у мичигенској Рокенрол дворани славних. Након три године објавио је први албум у својој соло каријери, ”After Hours".

## Глумачка каријера
Као глумац појавио се у серији Miami Vice у епизоди ”Smuggler’s Blues" током прве сезоне, чији је назив инспирисан његовом истоименом песмом. Касније се појавио и у серији South of Sunset, међутим даље приказивање је отказано након прве епизоде. Касних деведесетих појавио се у серији Nash Bridges као полицајац чија ћерка бежи и врши низ злочина са својим дечком социопатом. Године 2002 појавио се и у ХБО-овом ситкому Arliss. Први пут се појављује у главној улози на филму ”Let’s Gert Harry" 1986. године. Овај филм говори о водоинсталатерима који путују у Колумбију да спасу пријатеља од нарко дилера. Појављује се и у седам епизода серије Wiseguy где сарађује са Кеном Валом 1989. године. Следеће појављивање је било 1996. године у филму Jerry Maguire. Играо је штедљивог генералног менаџера фудбалског тима из Аризоне.

## Лични живот
Глен се током живота женио два пута. Од 1983. до 1988. био је у браку са уметницом Џејни Бегс. Касније се оженио плесачицом и кореографом Синди Миликен 1990. године. Имали су троје деце, ћерку Тејлор и два сина Дикона и Отиса. Остали су у браку све до његове смрти. Дикон је касније наступио на турнеји очеве некадашње групе Иглс. У јуну 2019. године Њујорк Тајмс магазин је Фреја уврстио међу стотине других извођача чији је материјал уништен у пожару Универзал Студиоса 2008. године .

## Болест и смрт
Од 2000. године Глен је боловао од реуматоидног артритиса, који је захватио велики број зглобова на његовом телу. Лекови који су му били преписани како би његова болест била под контролом, довели у до колитиса и пнеумоније. У новембру 2015. године, одложен је наступ групе Иглс, јер је Фреј заказао операцију која је захтевала дуг опоравак. Међутим, до те операције није дошло због компликација услед пнеумоније, па је Глен смештен у болницу где је био у индукованој коми. Тамо је и преминуо 18. јануара 2016. у својој 67. години,због компликација које је изазвао реуматоидни артритис или зато што је његов имуни систем био ослабљен, те организам није могао да се бори против пнеумоније. Од њега су се јавно опростили његови пријатељи, музичари колеге и чланови бенда, укључујући Дона Хенлија, Рендија Мајзнера, Џека Темпкина, Линду Ронштат , Боба Зегера  и многе друге. На 58. додели Греми награда, преостали чланови бенда су у његову част извели песму ”Take It Easy" . Његова статуа у природној величини постављена је у Аризони 24. септембра 2016. године. Улица која пролази поред средње школе у Ројал Оуку, коју је он похађао, данас носи његово име.

## Дискографија
| Година | Назив           | Детаљи                                                      |
| ------ | --------------- | ----------------------------------------------------------- |
| 1993   | Glenn Frey Live | Датум објављивања: 2. јул 1993. Издавачка кућа: MCA Рекордс |

| Година | Видео                     |
| ------ | ------------------------- |
| 1982   | "The One You Love"        |
| 1984   | "Sexy Girl"               |
| 1984   | "The Heat Is On"          |
| 1984   | "Smuggler's Blue"         |
| 1985   | "You Belong To The City"  |
| 1988   | "True Love"               |
| 1991   | "Part Of Me, Part Of You" |
| 2012   | "Route 66"                |